# Karl Guðmundsson
Karl Guðmundsson est un joueur puis entraîneur et dirigeant islandais de football né le 28 janvier 1924. 
Figure importante du football islandais, il a dirigé à plusieurs reprises la sélection nationale, avant de contribuer au développement du football sur l'île.

## Joueur
Karl passe sa carrière de joueur à Fram, club de Reykjavik. Il y évolue comme défenseur pendant une quinzaine d'années, à une époque où le football islandais n'en est qu'a ses balbutiements (en dépit de l'ancienneté du championnat, créé en 1912).
Karl prend part en 1946 au tout premier match de l'Islande, disputé et perdu face au Danemark.
Accompagné notamment par Albert Gudmundsson et Ríkharður Jónsson, autres grands noms de la sélection, les insulaires s'inclinent trois buts à zéro.
Il atteindra la barre des dix sélections, avant de rapidement se tourner vers le coaching et la formation.

## Entraîneur
Après ses études et durant sa carrière, il part à l'étranger pour se former au métier d'entraîneur et découvrir comment est appréhendé le football en Europe continentale. 
Comme il n'existe aucune formation de la sorte en Islande, il sillonne l'Europe afin de récolter des informations. Il passe notamment par l'Allemagne et l'Angleterre.
Sa carrière de joueur derrière lui, il s'emploie à diffuser ses connaissances acquises à l'étranger, en structurant les instances et en développant la formation.
Il prend en main l'équipe nationale à peine les crampons raccrochés, dès 1954. Il connaîtra de nombreuses expériences sur le banc, dans divers clubs islandais et en Norvège.
C'est notamment lui, en 1964, qui dirige le KR (et son capitaine Ellert Schram) lors de la première participation d'un club islandais à une coupe d'Europe.
Au premier tour de la Coupe des clubs champions, le club de Reykjavik tombe face à un club mythique dont c'est pourtant également le premier match européen: le Liverpool FC de Bill Shankly.
Les Reds comptent dans leurs rangs plusieurs futurs champions du monde 1966 (Roger Hunt, Gerald Byrne, Ian Callaghan), et s'imposent 11-1 sur l'ensemble des deux matchs (c'est Gunnar Felixson qui inscrit le but islandais à Anfield). À l'arrivée, c'est l'Inter Milan qui remporte la compétition.
Il arrête de coacher en 1966, après une dernière pige avec l'Islande.
Karl Gudmundsson conserve néanmoins un rôle important dans l'organigramme du football islandais, mettant en place des séminaires et continuant son travail de formation.
Il se retire peu à peu dans les années 80, et meurt le 24 juin 2012.